# Ambio
Ambio - A Journal of Environment and Society est une revue scientifique mensuelle à comité de lecture publiée par Springer Science+Business Media au nom de l'Académie royale des sciences de Suède. Il a été créé en 1972. Le rédacteur en chef est Bo Söderström (Académie royale des sciences de Suède). Il couvre la recherche concernant l'environnement humain, y compris l'écologie, l'économie de l'environnement, la géologie, la géochimie, la géophysique, la géographie physique, la géographie humaine, la paléontologie, l'hydrologie, les ressources en eau, l'océanographie, les sciences de la Terre, la météorologie et d'autres sujets.
Selon le Journal Citation Reports, la revue a un facteur d'impact de 6,943 en 2021, la classant 18e sur 54 revues dans la catégorie « Engineering, Environmental » et 56e sur 279 revues dans la catégorie « Environmental Sciences ».